# Dłużec (Petite-Pologne)
Pour les articles homonymes, voir Dłużec.
Dłużec est une localité polonaise de la gmina de Wolbrom, située dans le powiat d'Olkusz en voïvodie de Petite-Pologne.